# Mây dạ quang
Mây dạ quang hay mây tầng trung lưu vùng cực là một hiện tượng tương tự như mây, khá hiếm khi xảy ra ở phần trên của khí quyển Trái Đất, nói chung được nhìn thấy trong các khoảng thời gian chạng vạng thiên văn. Nó được hợp thành từ các tinh thể nước đá. Tên gọi trong tiếng Latinh noctilucent có nghĩa là tỏa sáng trong đêm. Nói chung chúng chỉ được quan sát thấy vào mùa hè tại các vĩ độ trong khoảng từ 50° tới 70° về phía bắc và phía nam của đường xích đạo.
Mây dạ quang là một trong những kiểu mây cao nhất trong khí quyển Trái Đất, nằm trong tầng trung lưu ở các cao độ từ khoảng 76 tới 85 km (47 tới 53 dặm Anh). Nói chung mây dạ quang là quá mờ nhạt để có thể nhìn thấy và chỉ có thể nhìn thấy khi được chiếu sáng bởi ánh sáng từ Mặt Trời từ phía dưới đường chân trời trong khi các lớp dưới của khí quyển phải nằm trong phần bóng tối của Trái Đất. Mây dạ quang vẫn chưa được nghiên cứu kỹ và là hiện tượng khí tượng mới phát hiện gần đây; hiện tại không có chứng cứ nào cho thấy nó đã được quan sát trước năm 1885.
Mây dạ quang chỉ được hình thành trong một số điều kiện thích hợp rất ngặt nghèo; sự xuất hiện của nó có thể được sử dụng như là một chỉ dẫn nhạy về các thay đổi trong tầng trên của khí quyển. Kể từ khi phát hiện ra nó, sự xuất hiện của mây dạ quang ngày càng tăng về tần suất cũng như về độ sáng và quy mô. Người ta đã đề ra giả thuyết cho rằng sự gia tăng này gắn liền với các biến đổi khí hậu.

## Hình thành
Mây dạ quang bao gồm các tinh thể nhỏ chứa nước đá với đường kính từ 40 tới 100 nanômét và tồn tại ở độ cao từ 76 tới 85 km, cao hơn so với bất kỳ kiểu mây nào trong khí quyển Trái Đất. Giống như phần lớn các kiểu mây quen thuộc ở các cao độ nhỏ hơn, mây dạ quang được hình thành từ nước tập hợp trên bề mặt các hạt bụi. Nguồn gốc của cả bụi lẫn hơi nước trong tầng trên của khí quyển Trái Đất vẫn chưa được biết rõ với độ chắc chắn đáng tin cậy. Bụi được cho là đến từ các sao băng nhỏ, mặc dù các núi lửa và bụi từ tầng đối lưu là hoàn toàn có thể. Hơi ẩm có thể được nâng lên từ các khe hổng trong khoảng lặng đối lưu cũng như hình thành từ phản ứng của mêtan với các gốc hydroxyl có trong tầng bình lưu.
Hơi thoát ra từ các Space Shuttle, gần như toàn bộ chỉ chứa hơi nước, cũng đã được phát hiện là sinh ra các đám mây riêng lẻ. Khoảng một nửa lượng hơi nước được giải phóng vào tầng nhiệt, thông thường ở cao độ khoảng 103–114 km (64-71 dặm Anh).
Các luồng hơi thải này có thể được vận chuyển một chút tới khu vực Bắc cực trong một vài ngày, mặc dù cơ chế chính xác của sự vận chuyển tốc độ cao này vẫn chưa rõ. Khi nước di chuyển về phía bắc, nó rơi xuống từ tầng nhiệt vào trong tầng trung lưu lạnh hơn, là tầng nằm ngay phía dưới của khí quyển. Mặc dù cơ chế này là nguyên nhân gây ra sự hình thành của các đám mây dạ quang riêng lẻ, nhưng nó không được coi là yếu tố góp phần chủ yếu vào hiện tượng này khi xem xét tổng thể.
Do tầng trung lưu chứa rất ít hơi ẩm, khoảng cỡ một phần triệu của độ ẩm không khí tại sa mạc Sahara và nó cực mỏng, nên các tinh thể nước đá chỉ có thể được hình thành ở nhiệt độ dưới khoảng -120 °C (-184 °F). Điều này có nghĩa là mây dạ quang hình thành chủ yếu trong mùa hè, khi mà tầng trung lưu là lạnh nhất. Mây dạ quang hình thành chủ yếu tại khu vực ven vùng cực, do tầng trung lưu là lạnh nhất tại đây. Các đám mây dạ quang tại Nam bán cầu nằm cao hơn khoảng 1 km so với các đám mây dạ quang tại Bắc bán cầu.
Bức xạ tia cực tím từ Mặt Trời phá vỡ các phân tử nước, làm giảm lượng nước có thể để hình thành mây dạ quang. Bức xạ này đã biết là dao động theo chu kỳ với các chu kỳ mặt trời và các vệ tinh đã theo dõi sự suy giảm độ sáng của các đám mây dạ quang theo độ gia tăng của bức xạ tia cực tím trong hai chu kỳ mặt trời gần đây. Người ta nhận thấy các thay đổi trong mây dạ quang diễn ra sau các thay đổi về cường độ của các tia cực tím vào khoảng thời gian cỡ một năm, nhưng nguyên nhân cho sự chậm trễ dài này vẫn chưa rõ.
Người ta cũng biết rằng mây dạ quang có hệ số phản xạ sóng radar cao, ở khoảng tần số từ 50MHz tới 1,3 GHz. Kiểu tác động này vẫn chưa được hiểu rõ nhưng giáo sư Paul Bellan của Viện Công nghệ California đã đề xuất một khả năng: ông cho rằng các hạt băng nhỏ được che phủ bằng một màng kim loại mỏng, bao gồm natri và sắt, điều này làm cho mây dạ quang có hệ số phản xạ sóng radar cao hơn. Các nguyên tử natri và sắt được phóng ra từ các vi sao băng bay vào và đọng lại thành lớp ngay phía trên cao độ của mây dạ quang và các đo đạc đã chỉ ra rằng các nguyên tố này bị hao hụt đi rất mạnh khi mây [dạ quang] tồn tại. Các thực nghiệm khác cũng đã chứng minh rằng, ở mức nhiệt độ cực lạnh của mây dạ quang, hơi natri có thể nhanh chóng lắng đọng xuống bề mặt nước đá..

## Phát hiện và nghiên cứu

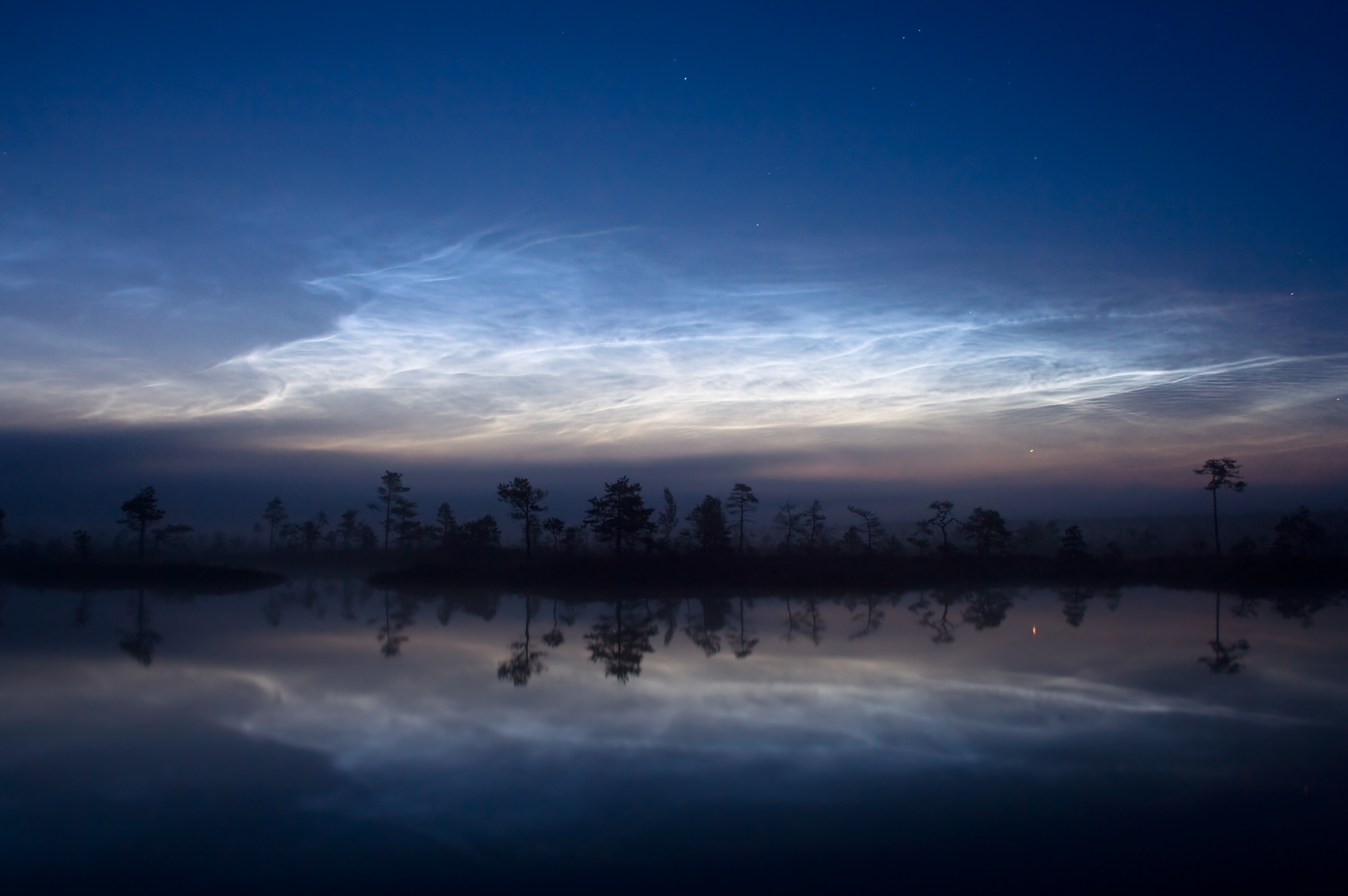
Mây dạ quang tại đầm Kuresoo bog, công viên quốc gia Soomaa, Estonia.

Các đám mây dạ quang được quan sát độc lập tại Đức và Nga lần đầu tiên vào năm 1885, hai năm sau sự phun trào núi lửa của Krakatoa ở Indonesia. Một điều vẫn chưa rõ ràng là sự xuất hiện của chúng có liên quan gì với núi lửa hay không, hoặc sự phát hiện ra chúng là do nhiều người quan sát thấy các cảnh hoàng hôn đẹp mắt gây ra bởi các mảnh vụn núi lửa có trong khí quyển hay không. Các nghiên cứu đã chỉ ra rằng các đám mây dạ quang không chỉ do mỗi hoạt động núi lửa gây ra, mặc dù bụi và hơi nước có thể được các đợt phun trào phun vào trầng trên của khí quyển và góp phần hình thành ra chúng. Các nhà khoa học vào thời đó giả định rằng các đám mây này là biểu lộ khác của tro núi lửa nhưng sau khi tro đã lắng hết xuống khỏi khí quyển thì mây dạ quang vẫn còn. Học thuyết cho rằng mây dạ quang hợp thành từ tro bụi núi lửa cuối cùng đã bị Malzev bác bỏ năm 1926.
Trong các năm tiếp theo sau sự phát hiện ra mây dạ quang thì chúng đã được Otto Jesse ở Đức nghiên cứu nhiều hơn, ông đã lần đầu tiên chụp ảnh chúng vào năm 1887 và dường như là người đầu tiên nghĩ ra thuật ngữ "noctilucent cloud", có nghĩa là "mây sáng trong đêm". Các ghi chép của ông cung cấp chứng cứ cho thấy mây dạ quang xuất hiện lần đầu tiên vào năm 1885. Ông đã thực hiện các quan sát tỉ mỉ về các hoàng hôn bất thường gây ra bởi phun trào núi lửa Krakatoa trong năm trước đó và tin tưởng vững chắc rằng, nếu các đám mây có thể trông thấy được thì ông chắc chắn sẽ nhận biết được chúng. Các quan trắc ảnh có hệ thống về các đám mây đã được Jesse, Foerster và Stolze tổ chức năm 1887, và sau năm đó các quan sát liên tục đã được thực hiện tại Đài thiên văn Berlin. Trong nghiên cứu này thì độ cao của mây đã lần đầu tiên được xác định thông qua phương pháp đạc tam giác. Dự án này bị ngừng lại năm 1896.
Trong các thập niên sau khi Otto Jesse mất năm 1901, chỉ có một ít quan niệm mới về bản chất của mây dạ quang. Phỏng đoán của Wegener cho rằng chúng hợp thành từ nước đá sau này được chứng minh là chính xác. Các nghiên cứu chỉ hạn chế bằng các quan sát trên mặt đất và các nhà khoa học có rất ít kiến thức về tầng trung lưu cho tới tận thập niên 1960, khi các đo đạc trực tiếp bằng tên lửa bắt đầu. Các đo đạc này lần đầu tiên chỉ ra rằng sự xuất hiện của mây dạ quang trùng khớp với các nhiệt độ rất thấp trong tầng trung lưu.
Các đám mây dạ quang lần đầu tiên được phát hiện từ không gian bằng thiết bị trên vệ tinh OGO-6 năm 1972. Các quan sát của OGO-6 về lớp phân tán sáng màu phía trên các chỏm cực đã được nhận dạng như là sự mở rộng về phía cực của các đám mây này. Vệ tinh sau này, Solar Mesosphere Explorer (Explorer 64), đã lập bản đồ phân bố của mây trong khoảng các năm 1981 và 1986 với phổ kế cực tím của nó. Sự xác nhận vật lý đầu tiên rằng nước đá trên thực tế là thành phần chủ yếu của mây dạ quang đến từ thiết bị HALOE trên vệ tinh UARS năm 2001. Năm 2001, vệ tinh Odin của Thụy Điển đã thực hiện các phân tích phổ về mây dạ quang và tạo ra các bản đồ toàn cầu mỗi ngày bộc lộ ra các kiểu mẫu chính trong sự phân bố của chúng.
Ngày 25 tháng 4 năm 2007, vệ tinh AIM (Aeronomy of Ice in the Mesosphere) đã được phóng lên. Nó là vệ tinh đầu tiên được dành để nghiên cứu mây dạ quang và thực hiện các quan sát đầu tiên của nó vào ngày 25 tháng 5 năm 2007. Các hình ảnh mà vệ tinh này thu được chỉ ra các hình thù trong mây dạ quang là tương tự như các hình thù trong các kiểu mây tầng đối lưu, hàm ý về các tương đồng trong động lực học của chúng.
Ngày 28 tháng 8 năm 2006, các nhà khoa học với phi vụ Mars Express đã thông báo rằng họ tìm thấy các đám mây chứa dioxide cacbon trên Sao Hỏa nằm cao tới 80–100 km (50-62 dặm Anh) phía trên bề mặt hành tinh này. Chúng là loại mây cao nhất đã được phát hiện trên bề mặt hành tinh này. Giống như mây dạ quang trên Trái Đất, chúng chỉ có thể quan sát được khi Mặt Trời nằm dưới đường chân trời.

## Quan sát

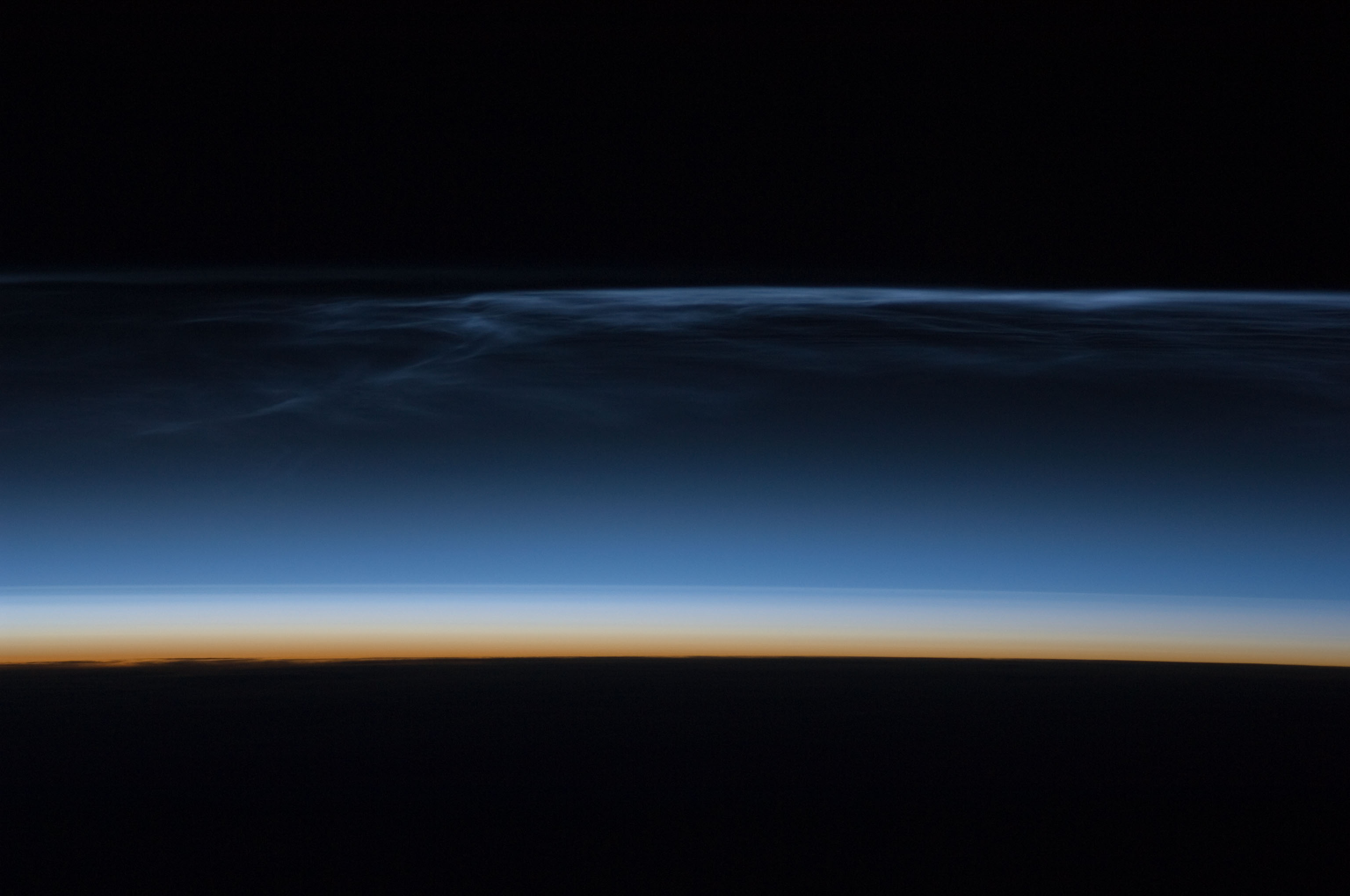
Mây dạ quang được phi hành đoàn trên ISS chụp.

Mây dạ quang nói chung không màu hay có màu lam nhạt mặc dù đôi khi các màu khác như đỏ hay lục cũng có thể xảy ra. Màu lam đặc trưng đến từ sự hấp thụ của ôzôn trên đoạn đường của các tia sáng chiếu sáng mây dạ quang. Chúng có thể xuất hiện như là các dải không có nét đặc trưng nhưng thường xuyên thể hiện các kiểu mẫu đặc biệt như các vệt, các chuyển động nhấp nhô tương tự như sóng và các xoáy lốc. Chúng được coi là "hiện tượng tự nhiên đẹp". Các đám mây dạ quang có thể bị nhầm lẫn với mây ti, nhưng dường như là sắc nét hơn khi có sự phóng đại bằng ống nhòm. Những đám mây dạ quang sinh ra từ khí thải tên lửa có xu hướng có các màu sắc khác với màu trắng bạc hay màu lam do hiện tượng ngũ sắc gây ra bởi các giọt nước có kích thước tương tự nhau được sinh ra.
Các đám mây dạ quang có thể được quan sát thấy tại các vĩ độ trong khoảng từ 50 tới 60 độ. Chúng xuất hiện ít hơn tại các vĩ độ thấp hơn (mặc dù có thể quan sát thấy tại Utah hay Ý nằm ở các vĩ độ (khoảng 40) xa hơn về phía nam) và ở các vĩ độ gần với hai địa cực, do bầu trời tại đó không đủ tối để các đám mây này có thể trở thành nhìn thấy được. Chúng xuất hiện trong mùa hè, từ giữa tháng 5 tới giữa tháng 8 ở Bắc bán cầu và từ giữa tháng 11 tới giữa tháng 2 ở Nam bán cầu. Chúng rất mờ nhạt và loãng nên chỉ có thể nhìn thấy trong tranh tối tranh sáng quanh thời điểm mặt trời mọc hay mặt trời lặn khi các đám mây ở các cao độ thấp hơn nằm trong bóng tối nhưng mây dạ quang vẫn được Mặt Trời chiếu sáng. Tốt nhất nên quan sát chúng khi mặt trời nằm trong khoảng từ 6 tới 16 độ phía dưới đường chân trời (tranh tối tranh sáng hàng hải và thiên văn). Mặc dù mây dạ quang xuất hiện tại cả hai bán cầu, nhưng chúng được quan sát thấy cả ngàn lần tại Bắc bán cầu nhưng ít hơn 100 lần tại Nam bán cầu. Mây dạ quang tại Nam bán cầu là nhạt hơn và xuất hiện cũng ít thường xuyên hơn; có thể là do các khác biệt liên bán cầu (nhiệt độ và/hoặc hơi nước), bên cạnh việc Nam bán cầu có ít diện tích đất đai hơn và dân số cũng ít hơn để có thể có nhiều quan sát.
Mây dạ quang có thể thể hiện một lượng lớn các kiểu hình thái và dạng khác nhau. Một sơ đồ nhận dạng do Fogle phát triển năm 1970 phân loại chúng thành 5 dạng khác nhau. Các phân loại này kể từ đó đã được sửa đổi và phân chia nhỏ hơn nữa.
Chúng có thể được nghiên cứu từ mặt đất, từ không gian và trực tiếp bằng tên lửa khí tượng học. Bên cạnh đó, một số mây dạ quang hợp thành từ các tinh thể nhỏ với kích thước không quá 30 nm, và chúng là không thấy được đối với các nhà quan sát trên mặt đất do chúng tán xạ không đủ lượng ánh sáng cần thiết.

## Mối liên hệ với thay đổi khí hậu
Có chứng cứ cho thấy sự xuất hiện tương đối gần đây của các đám mây dạ quang và sự gia tăng dần dần của chúng có thể có mối liên hệ với thay đổi khí hậu. Nhà khoa học khí quyển Gary Thomas từ Phòng thí nghiệm Vật lý Khí quyển và Không gian của Đại học Colorado đã chỉ ra rằng những lần trông thấy đầu tiên trùng hợp với cách mạng Công nghiệp cũng như chúng đã trở thành phổ biến và thường xuyên hơn trong suốt thế kỷ 20. Tuy nhiên, mối liên hệ này vẫn còn gây tranh cãi.
Các mô hình khí hậu dự đoán rằng các bức xạ khí nhà kính gia tăng làm lạnh hơn tầng trung lưu và điều này có thể dẫn đến sự xuất hiện phổ biến và thường xuyên hơn của mây dạ quang. Một học thuyết cho rằng các bức xạ metan lớn hơn từ các hoạt động nông nghiệp thâm canh sinh ra nhiều hơi nước hơn trong tầng trên của khí quyển - với nồng độ của metan trong 100 năm qua đã tăng lên gấp đôi.
Tromp và ctv. gợi ý rằng sự chuyển tiếp sang nền kinh tế hiđrô có thể làm tăng số lượng mây dạ quang thông qua các bức xạ gia tăng của hiđrô tự do.